# William Lindsay Windus

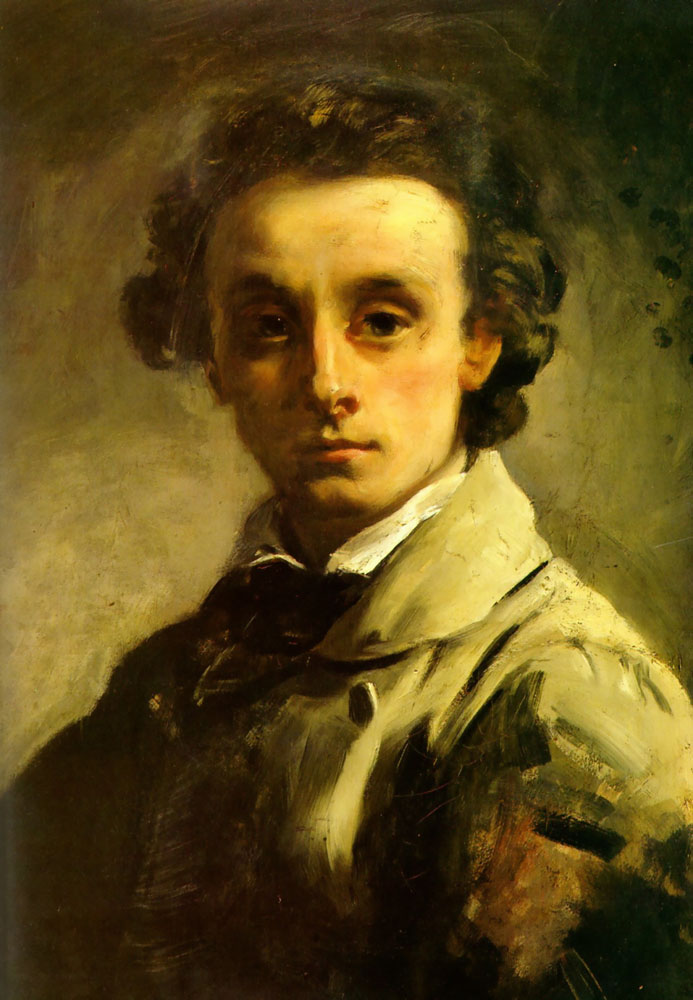
William Lindsay Windus, zelfportret

William Lindsay Windus (Liverpool, 8 juli 1822 – Londen, 9 oktober 1907) was een Engels kunstschilder, geassocieerd met de Prerafaëlieten.

## Leven en werk
Windus kreeg zijn opleiding in Liverpool, eerst bij kunstschilder William Daniels en vervolgens op de lokale kunstacademie, waar hij in 1845 zijn eerste schilderij exposeerde: Black Boy. Hij schilderde vooral historische taferelen en onderwerpen, ontleend aan William Shakespeare en Walter Scott met veel romantische lichteffecten.
In 1850 bezocht Windus Londen en raakte onder de indruk van de Prerafaëlieten, vooral na het zien van Millais’ Christ in the Carpenter's Shop. Hij werd vervolgens de leider van een kleine groep Liverpoolse academieschilders (waaronder ook William Davis), die de stijl van de prerafaëlieten overnamen. Veel lof, onder andere van Dante Gabriel Rossetti en John Ruskin, kreeg hij voor zijn Burd Helen, in 1856 tentoongesteld bij de Royal Academy of Arts te London. Zijn tweede schilderij dat bij de Academy werd geëxposeerd, Too Late, in 1859, trok eveneens veel aandacht, maar kreeg kritiek van Ruskin die het haastwerk noemde.
Na de dood van zijn vrouw in 1862 bleef Windus achter met een pasgeboren dochtertje. De zorg voor het dagelijkse levensonderhoud maakte dat hij zich meer en meer terugtrok uit de kunstwereld. Hij overleed in 1907 te Londen, op 85-jarige leeftijd.
De belangrijkste werken van Windus zijn te zien in de Tate Gallery, te Londen.

## Galerij

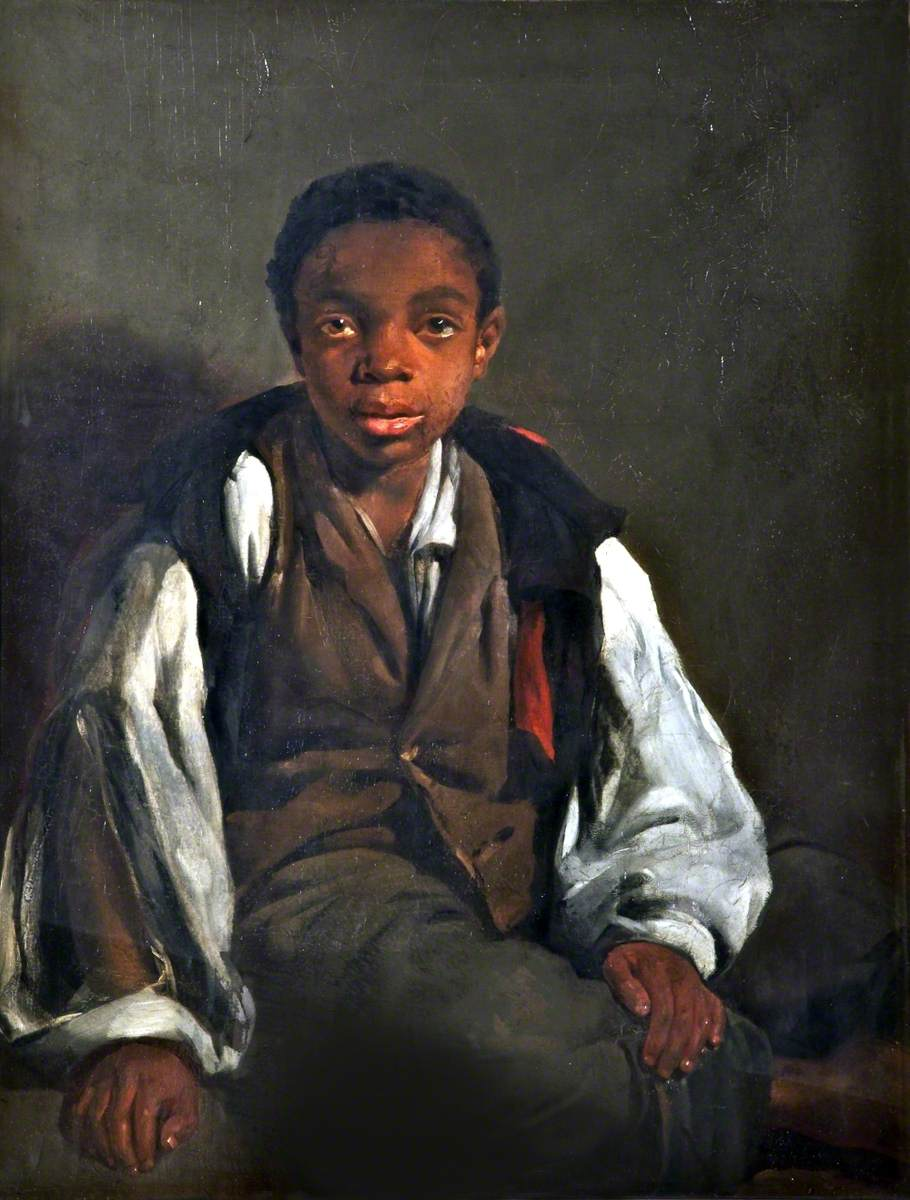
Black Boy, 1844 (Windus' eerste olieverfschilderij)
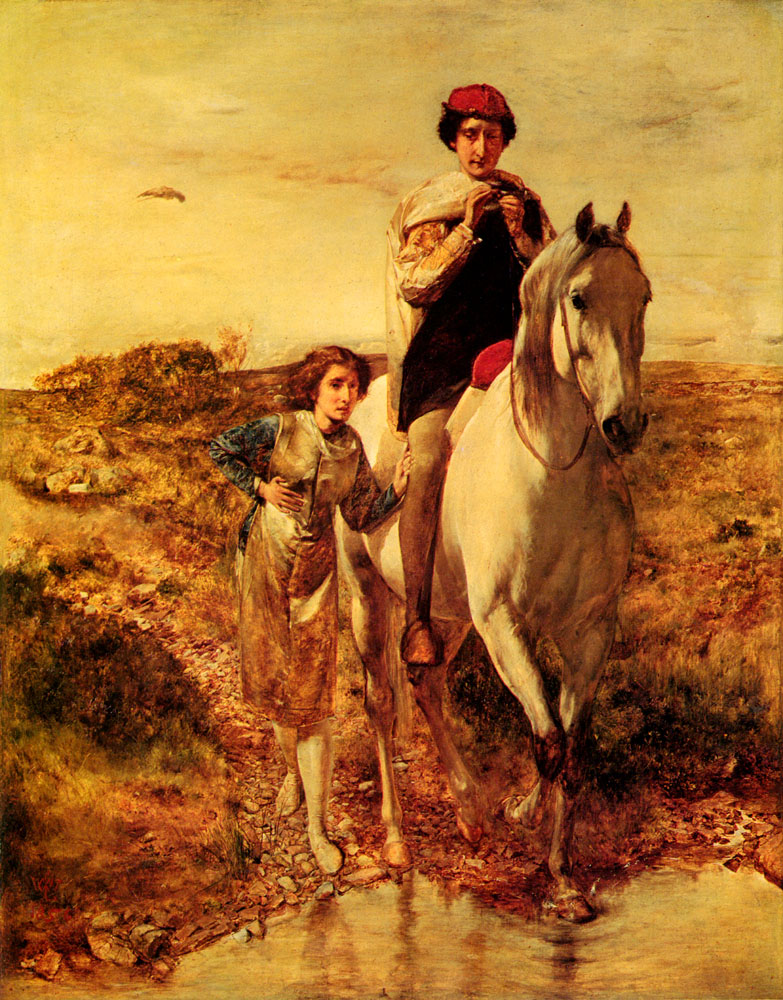
Burd Helen, 1856 (naar een oude Schotse ballade: een man blijft naast zijn geliefde rijden, in plaats van te ontsnappen)
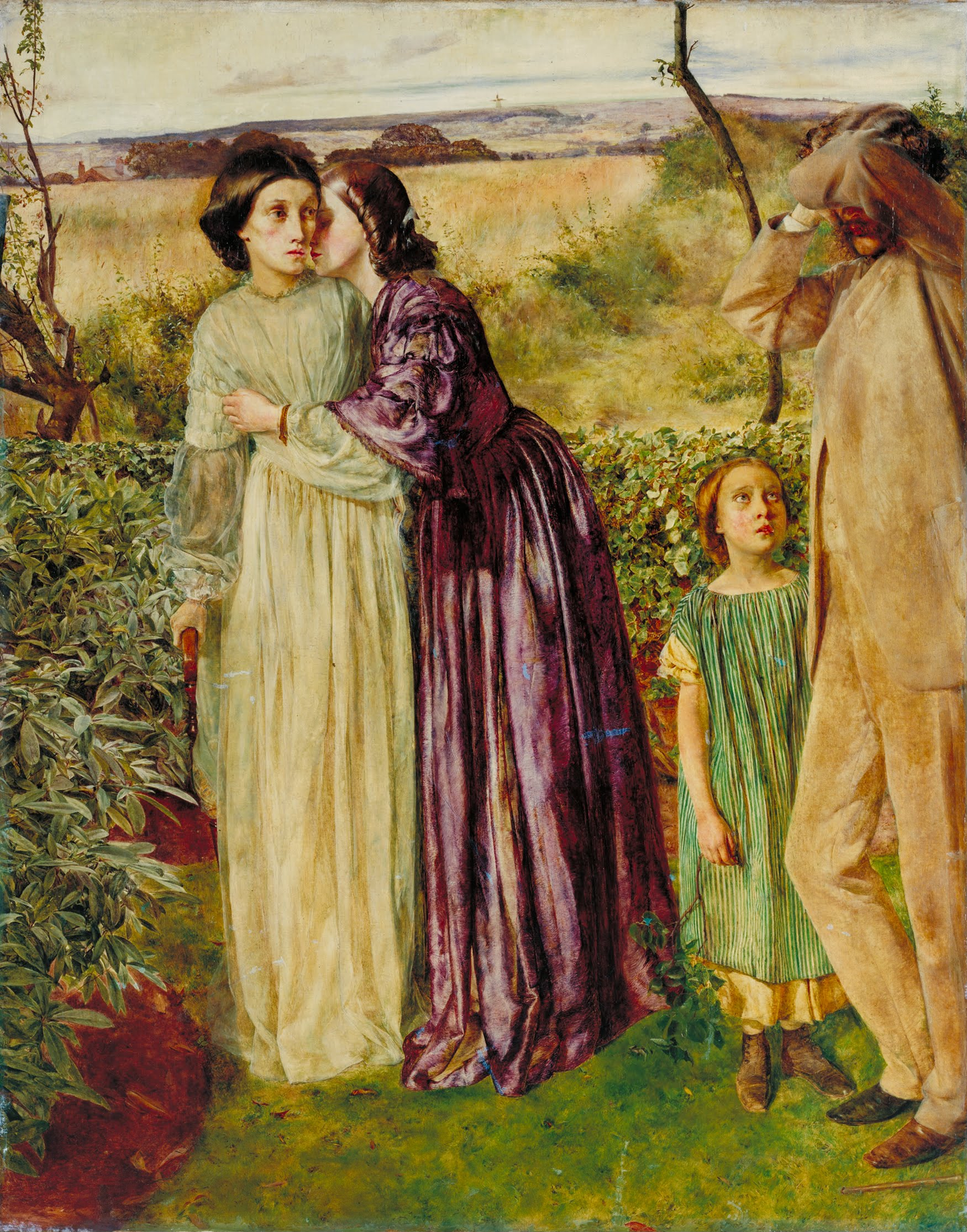
Too Late, 1858 (naar een gedicht van Tennyson: de geliefde van een vrouw met TBC keert terug, aan de hand van een klein meisje, als het 'te laat' is), Tate Britain
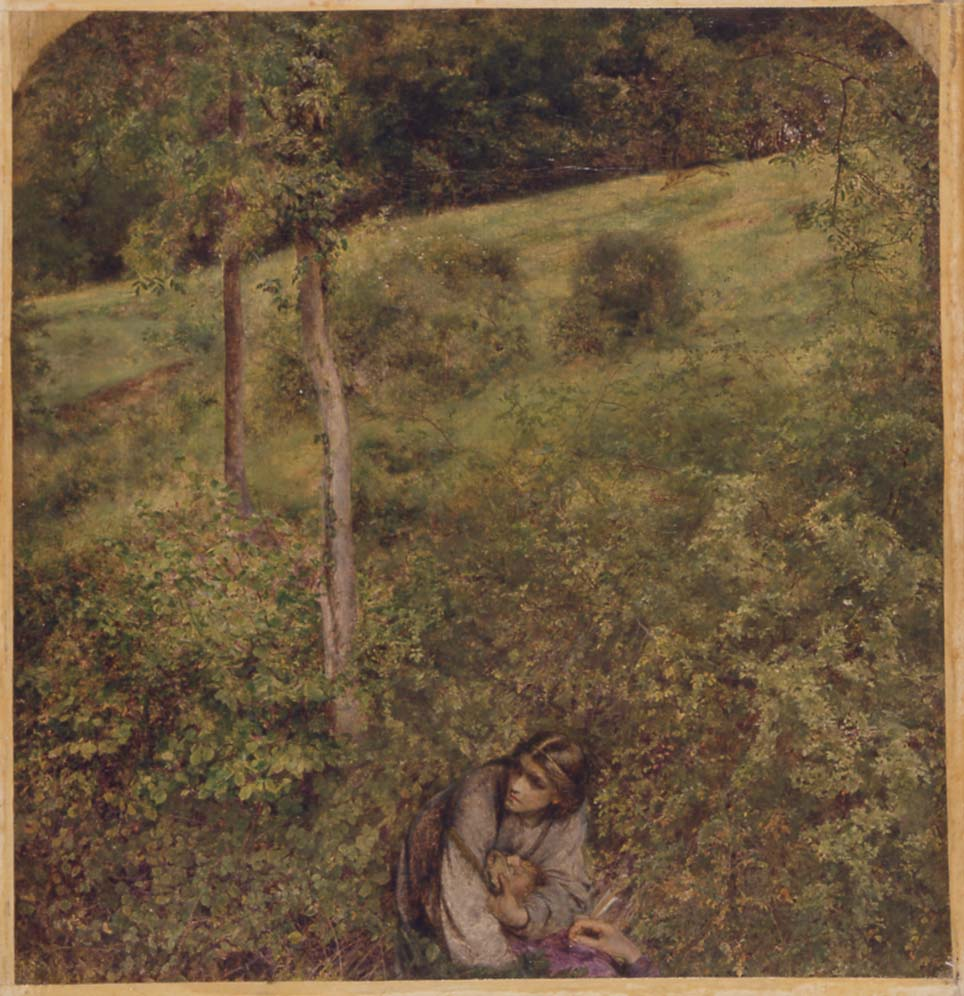
The Outlaw, 1861 (een gewonde bandiet verbergt zich terwijl op de achtergrond op hem wordt gejaagd)
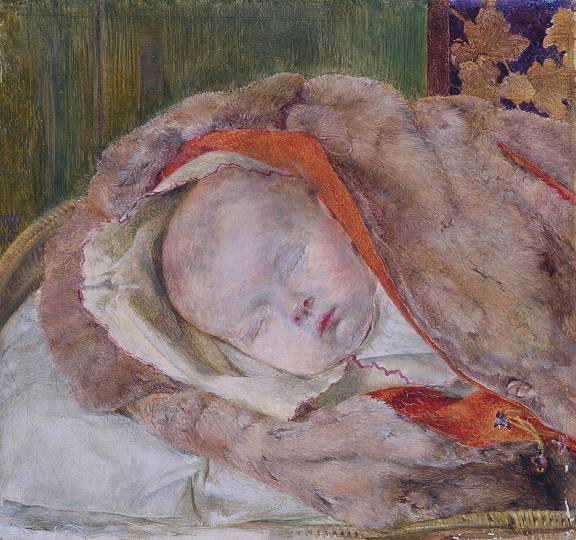
Study of a dead child, 1860 (Windus’ eerste kind, overleden 7 maanden oud), Tate Britain